# Berg Publishers
La Berg Publishers è stata una casa editrice britannica fondata nel 1983 da Marion Berghahn a Oxford. Le pubblicazioni sono di ambito accademico e riguardano soprattutto la moda, il design, l'antropologia, la storia e altri studi umanistici in generale.

## Storia
Nel 2008 la casa editrice ha vinto l'Independent Publishers Guild's 2008 Publishing Technology E-Publishing Award per la capacità di creare nuove strategie con buoni profitti dalle tecnologie dell'editoria digitale: "è piaciuto il modo con il quale aveva saputo adattare i propri libri al sistema digitale".
Nel 2013 la Berg Publisher è stata assorbita dalla Bloomsbury Publishing: tutti i titoli Berg, tra cui anche le riviste, vengono pubblicato col nome Bloomsbury Academic.